# Lechytia tertiaria
Lechytia tertiaria es una especie extinta de arácnido del orden Pseudoscorpionida de la familia Lechytiidae.

## Distribución geográfica
Se han encontrado uno o varios ejemplares de Lechytia tertiaria en Ámbar dominicano (República Dominicana).